# Liste der Baudenkmale in Lüdersdorf
- Karte mit allen Koordinaten:
- OSM |
- WikiMap

In der Liste der Baudenkmale in Lüdersdorf sind alle denkmalgeschützten Bauten der mecklenburgischen Gemeinde Lüdersdorf und ihrer Ortsteile aufgelistet. Grundlage ist die Veröffentlichung der Denkmalliste des Kreises Nordwestmecklenburg mit dem Stand vom 16. September 2020.

## Baudenkmale nach Ortsteilen

### Lüdersdorf
| ID  | Lage                                       | Bezeichnung | Beschreibung | Bild    |
| --- | ------------------------------------------ | ----------- | ------------ | ------- |
| 901 | Bahnhofstraße 4, 8, 10, 11, 12, 13 (Karte) | Bahnhof     |              | Bahnhof |
| 902 | Dorfstraße 13                              | Bauernhaus  |              |         |
| 903 | Hauptstraße 21 (Karte)                     | Bauernhaus  |              |         |
| 904 | Hauptstraße 54 (Karte)                     | Wohnhaus    |              |         |
| 905 | Hauptstraße 56 (Karte)                     | Wohnhaus    |              |         |
| 906 | Mühlenstraße 22 (Karte)                    | Wohnhaus    |              |         |

### Boitin-Resdorf
| ID   | Lage                  | Bezeichnung                      | Beschreibung | Bild           |
| ---- | --------------------- | -------------------------------- | ------------ | -------------- |
| 77   | Dorfstraße 13 (Karte) | Bauernhaus                       |              |                |
| 78   | Dorfstraße 19 (Karte) | Bauernhaus                       |              |                |
| 79   | Dorfstraße 21 (Karte) | Bauernhaus, 3 Pfostensteine      |              |                |
| 80   | Dorfstraße 18 (Karte) | Bauernhaus (m. Bauerntanz, 1791) |              |                |
| 81   | Dorfstraße 9 (Karte)  | Bauernhof                        |              |                |
| 82   | Dorfstraße (Karte)    | Kirche                           |              | Weitere Bilder |
| 1610 | Dorfstraße 10 (Karte) | Pfostensteine                    |              |                |

### Duvennest
| ID  | Lage                     | Bezeichnung | Beschreibung | Bild       |
| --- | ------------------------ | ----------- | --- | ---------- |
| 298 | Dorfstraße 4, 4a (Karte) | Wohnhaus    | |            |
| 299 | Dorfstraße 11 (Karte)    | Scheune     | |            |
| 300 | Hauptstraße 27 (Karte)   | Hallenhaus  | Hinweis: das abgebildete Hallenhaus ist die Hausnr. 28; möglicherweise ist die Angabe in der "Liste der Baudenkmale" (Nr. 27) fehlerhaft | Hallenhaus |
| 301 | Hauptstraße 30 (Karte)   | Hallenhaus  | |            |

### Herrnburg
| ID  | Lage                       | Bezeichnung                                                       | Beschreibung | Bild           |
| --- | -------------------------- | ----------------------------------------------------------------- | ------------ | -------------- |
| 690 | Hauptstraße 86, 87 (Karte) | Büdnerei 24                                                       |              |                |
| 684 | (Karte)                    | Friedhof m. Mausoleum u. 2 Grabstätten m. gusseiserner Einfassung |              |                |
|     | Hauptstraße 80 (Karte)     | Hallenhaus                                                        |              | Hallenhaus     |
| 692 | (Karte)                    | Kirche                                                            |              | Weitere Bilder |
| 688 | Hauptstraße 79 (Karte)     | Pfarrhaus                                                         |              | Pfarrhaus      |
| 691 | (Karte)                    | Pomertstein Sühnestein                                            |              | Weitere Bilder |
| 686 | Hauptstraße 50 (Karte)     | Wohnhaus                                                          |              |                |
| 687 | Hauptstraße 76 (Karte)     | Wohnhaus sog. " Alte Kapelle"                                     |              | Weitere Bilder |

### Neuleben
| ID   | Lage                  | Bezeichnung                     | Beschreibung | Bild |
| ---- | --------------------- | ------------------------------- | ------------ | ---- |
| 1018 | Raddingsdorfer Straße | Bauernhaus                      |              |      |
| 1017 | Dorfstraße 12 (Karte) | Bauernhaus                      |              |      |
| 1016 | Dorfstraße 11         | Bauernhaus                      |              |      |
| 1015 | Dorfstraße 5 (Karte)  | Bauernhaus                      |              |      |
| 1637 | Dorfstraße 6 (Karte)  | zweihieschiger Altenteilerkaten |              |      |

### Palingen
| ID   | Lage                   | Bezeichnung                                                   | Beschreibung | Bild           |
| ---- | ---------------------- | ------------------------------------------------------------- | ------------ | -------------- |
| 1038 | Hauptstraße 31 (Karte) | Bauernhaus                                                    |              | Bauernhaus     |
| 1037 | Hauptstraße 28 (Karte) | Bauernhaus                                                    |              | Bauernhaus     |
| 1036 | (Karte)                | Gedenkstätte für den polnischen Landarbeiter Josef Jakubowski |              | Weitere Bilder |
| 1040 | Hauptstraße 45 (Karte) | Hirtenkaten, Nebengebäude                                     |              |                |
| 1039 | Hauptstraße 32 (Karte) | Hofanlage mit Bauernhaus, Scheune und Hofpflaster             |              | Weitere Bilder |
| 1041 | (Karte)                | Spritzenhaus                                                  |              |                |

### Schattin
| ID   | Lage                        | Bezeichnung                                                | Beschreibung | Bild       |
| ---- | --------------------------- | ---------------------------------------------------------- | ------------ | ---------- |
| 1240 | Dorfstraße 30,31,32 (Karte) | Bauernhaus                                                 |              |            |
| 1242 | Hauptstraße 3, 4            | Bauernhof m. Wohnhaus, Kuhstall, Schweinestall und Scheune |              |            |
| 1241 | Hauptstraße 14 (Karte)      | Hallenhaus                                                 |              | Hallenhaus |
| 1239 | Dorfstraße 29 (Karte)       | Wohnhaus                                                   |              |            |

### Wahrsow
| ID   | Lage             | Bezeichnung | Beschreibung                                       | Bild |
| ---- | ---------------- | ----------- | -------------------------------------------------- | ---- |
| 1443 | Puschkinstraße 3 | Gutshaus    | Sanierter, 1-gesch. Klinkerbau mit Krüppelwalmdach |      |

## Ehemalige Baudenkmale

### Schattin
| ID   | Lage                    | Bezeichnung | Beschreibung | Bild |
| ---- | ----------------------- | ----------- | ------------ | ---- |
| 1242 | Hauptstraße 10a (Karte) | Scheune     |              |      |

## Quelle
- Denkmalliste des Landkreises Nordwestmecklenburg (Stand: 9. November 2023; PDF, 1,2 MByte)